# بانک خیبر
بانک خیبر (انگلیسی: Bank of Khyber) شرکت دولتی خدمات مالی و بانکداری پاکستانی است، که در سال ۱۹۹۱ تأسیس شد.